# Geissanthus andinus
Geissanthus andinus är en viveväxtart som beskrevs av Carl Christian Mez. Geissanthus andinus ingår i släktet Geissanthus och familjen viveväxter. Inga underarter finns listade i Catalogue of Life.